# Rhinecanthus verrucosus
Rhinecanthus verrucosus és un peix teleosti de la família dels balístids i de l'ordre dels tetraodontiformes.

## Morfologia
Pot arribar als 23 cm de llargària total.

## Distribució geogràfica
Es troba des de Chagos fins a les costes d'Indonèsia, Salomó, Japó i Vanuatu.